# اشتفان گیسارتر
اشتفان گیسارتر (انگلیسی: Stefan Gaisreiter؛ زادهٔ ۱۰ دسامبر ۱۹۴۷)از برندگان مدال‌های بازی‌های المپیک اهل آلمان است.